# Microsoft Solitaire
Solitaire е компютърна игра, предоставена в операционните системи Microsoft Windows. Версия е на пасианса Клондайк.

## История
Microsoft са включвали играта във всички версии на Windows от Windows 3.0 (1990 г.) нататък. Играта е създадена през 1989 г. от временно работещия за Microsoft по онова време Уес Чери, който не получил никакви възнаграждения за труда си. Тестето за карти е разработено от инициатора на Macintosh, Сузан Кер.
Microsoft сложили Solitare като приложение, което да привлече хората, които не харесват операционната система, защото графичният потребителски интерфейс не им е познат. Играта се показала полезна в опознаването на ползването на мишка, както и за запознаване с техниката „влачи и пусни“, нужна за влаченето на картите.
Откакто играта е станала част от Windows, обичаен е станал и проблемът с намаляването на продуктивността в бизнеса заради чиновници, играещи на играта. През 2006 г. работник от Ню Йорк е уволнен, след като кметът Майкъл Блумбърг забелязал, че играта е пусната на компютъра му.

## Характеристики
Още от Windows 3.0 Solitare има възможността да променя дизайна на гърбовете на картите, а потребителят може да избира между два вида резултати от играта — Стандартен или Вегас, може също и съвсем да изключи намирането на такива резултати. Потребителят може да избере дали една или три карти да се обръщат от тестето наведнъж, а също и дали да се стартира и хронометър, от времето на който зависи дали да се дават допълнителни точки ако играта бъде спечелена. Картите от раздаването между игрите става са избирани на абсолютно случаен принцип.
В Windows 2000 и следващите версии, играчите могат да щракнат с десния бутон върху празното поле на прозореца, за да се придвижат автоматично всички карти, които според правилата на играта могат да бъдат преместени, към четирите места в горния десен ъгъл, отредени за тях. Ако курсора се намира върху карта, след щракане с десния бутон, картата ще бъде преместена на това от четирите предоставени места, на което е възможно да бъде преместена. Същото е действието и при двукратно щракане с мишката върху карта.
Версията на играта в Windows Vista прави статистики на броя на спечелените игри и техния процент и позволява на потребителите да запазват недовършена игра, както и да изберат стила на лицевата част на картите.
|  | Тази страница частично или изцяло представлява превод на страницата Solitare (Windows) в Уикипедия на английски. Оригиналният текст, както и този превод, са защитени от Лиценза „Криейтив Комънс – Признание – Споделяне на споделеното“, а за съдържание, създадено преди юни 2009 година – от Лиценза за свободна документация на ГНУ. Прегледайте историята на редакциите на оригиналната страница, както и на преводната страница, за да видите списъка на съавторите. ВАЖНО: Този шаблон се отнася единствено до авторските права върху съдържанието на статията. Добавянето му не отменя изискването да се посочват конкретни източници на твърденията, които да бъдат благонадеждни. |